# پادشاه (فیلم ۲۰۱۴)
پادشاه (رومانیایی:Rege) فیلمی در ژانر جنایی است که در سال ۲۰۱۴ منتشر شد. از بازیگران آن می‌توان به ماهش مانجرکار اشاره کرد.